# Terbutalina
La terbutalina és un agonista del receptor adrenèrgic β2, utilitzat com a inhalador "alleugeridor" en el tractament dels símptomes de l'asma i com a medicament tocolític (anti-contracció) per retardar el part prematur  fins a 48 hores. Aquest temps es pot utilitzar per administrar injeccions d'esteroides a la mare que ajuden a la maduresa pulmonar fetal i redueixen les complicacions de la prematuritat. No s'ha d'utilitzar per prevenir el part prematur o retardar el part més enllà de 48-72 hores.
Està comercialitzat a Espanya sota el nom de Terbasmin.
Va ser patentat el 1966 i va entrar en ús mèdic el 1970. Està a la Llista de medicaments essencials de l'Organització Mundial de la Salut.